# アッガイ
- 機動戦士ガンダム
- 機動戦士ガンダム 第08MS小隊
  - ジオン公国の機動兵器 > アッガイ

アッガイ（ACGUY）は、「ガンダムシリーズ」に登場する架空の兵器。有人操縦式の人型ロボット兵器「モビルスーツ」（MS）の一つ。初出は、1979年放送のテレビアニメ『機動戦士ガンダム』。
作中の敵側勢力である「ジオン公国軍」の量産機で、水中航行能力を持つ水陸両用MSの一つ。「ザクII」などの汎用MSよりも大型の頭部と丸みのある体型を持ち、両腕に爪や火器を内蔵している。ザクIIの部品を流用することで、生産性を高めているという設定。
その独特の姿から、後年では「癒しキャラクター」や「萌えキャラクター」としても認知され、それに準じた関連商品も発売されている。

## デザイン
メカニックデザインは大河原邦男。アニメでは未発表となり、『ガンダム』総監督の富野喜幸によるラフデザインと大河原のクリーンアップが公開されているアッグシリーズをもとに生み出されており、同じ第30話に登場予定だったアッグガイが基本原型とされ、ゾゴックの腕の伸縮機構が受け継がれている。
OVA『機動戦士ガンダム 第08MS小隊』では、山根公利によってデザインがリファインされた。最初のアッガイのプラモデルの足回りに不満があり、改造しようとしてできなかったことを絵で果たしているのかもしれないという。

## 設定解説
ジオン軍の水陸両用MSの一つ。元々はMS-07 ズゴックよりも後に開発がスタートしたが、同機が改良を重ねたことから遅延した一方、本機はMS-06 ザク用のパーツを転用可能であったことから、先行して完成した。
生産はキャリフォルニア・ベースのジオニック社により、行われた。機体の調達を容易にすべくジェネレーターを新規製造できなかったことから、ザク用の熱核反応炉を2基、ボディ内に並列搭載している。水陸両用機としては簡易量産機とされ、ザクからは多くのパーツが流用されている。ほぼ同サイズのゴッグと比べ、生産性・運用コストの面で優れる。MSとしては初の複座型であり、水陸両用MSの訓練機としても使用されたほか、排熱量の低さから熱センサーに感知されにくく、偵察任務にも従事する。また、ステルス性を重視しており、外装には電波や赤外線を吸収する塗料が塗られている。機体そのもののシンプルな形状もあり、ソナーにおいてはクジラと見分けがつかない。機体の操縦感覚はMS-06に近似し、コクピットハッチはエレベーターとなる方式を採用している。また、オペレーティングシステムはMS-06Mのものをベースとしている。
本機は索敵機能を重視した水陸両用の偵察機としての側面も併せ持ち、参加した作戦は多岐にわたったとされる。運動性は陸戦用MSと比較しても遜色がないほど高く、湿地帯を中心とする陸上性能から、ジュアッグやアッグガイのベースとなっている。

### 武装
105mmバルカン砲
頭部に4門のバルカン砲を装備する。
腕部武装ユニット
他の水陸両用MSと同様のフレキシブル・ベロウズ・リムと呼ばれる多重関節機構を腕部に採用しており、本機のそれは伸縮性が良いため、ゴッグに比べてリーチが長い。さらに独自の機構として、腕部がユニット化されており、任務やパイロットに応じて武装を変更することが可能である。
アイアン・ネイル
腕部先端に6本装備される。打突・斬撃用のほか、簡易マニピュレーターとしても機能する。
6連装ロケットランチャー
腕部先端に装備される6基のロケット砲。ザクが脚部に装備する3連ランチャーと近似する兵装。240mmロケット砲と記述する資料も見られ、弾数は内蔵式で14発。
メガ粒子砲 / バルカン砲
腕部の先端に設置される。資料によって右腕に装備するとしたものと、両腕に装備したとする記述が存在する。
装備した兵装の種類には表記ゆれが見られ、バルカン砲とした資料とメガ粒子砲とする資料がみられる。一方、右腕部にはバルカン砲を装備し、メガ粒子砲の採用・開発計画と数機の実装例を示す資料が存在するとの記述もみられる。また、アッガイはザク用の核融合炉を流用したことからメガ粒子砲を使用できるほどの出力が賄えなかったため、ロケット弾砲を主力兵装とした記述も存在する。

## 劇中での活躍
『機動戦士ガンダム』第30話で初登場。シャア・アズナブル率いる特殊部隊が地球連邦軍本部ジャブローへの潜入任務に4機を使用する。シャアは、アッガイの性能をあまり評価していない様子だった。潜入後にハッチから降りる際には、アカハナの機体を除く各機に2人ずつ搭乗していたことが確認できる。破壊工作に失敗して即座に撤収を図るが、ガンダムの執拗な追撃を受けて4機とも撃破される。劇場版『哀・戦士編』ではガンダムと直接交戦する描写はなく、脱出中に背後から61式戦車にコクピットを直撃されて1機（アカハナ搭乗）が撃破される。
アニメ『機動戦士ガンダムΖΖ』では、サイド3のコロニー・タイガーバウムにてスタンパ・ハロイ所有の機体にハマーン・カーンが搭乗し、ズゴックを駆るジュドー・アーシタと交戦する。この機体は両腕が爪で、ホバリングもできる。スタンパ邸内の他機体と同様、コクピットのリニアシート化など、独自の改修が加えられている。
OVA『機動戦士ガンダム 第08MS小隊』第9話では、右腕を失った状態でカレン・ジョシュワが搭乗する陸戦型ガンダムと交戦。湖中からの奇襲でカレン機の頭部を破壊するが、ホバートラックの陽動で隙が生じた結果、陸戦型ガンダムのビーム・ライフルで撃破される。
漫画『機動戦士ガンダム』では、シャアが搭乗。ジャブローでガンダムを撃墜寸前まで追いつめるが、ウッディ大尉によって阻止される。
漫画『機動戦士ガンダム アッガイ北米横断2250マイル』では、キスノ兄弟が搭乗してキャリフォルニアベースを目指して北米大陸を横断する物語が描かれた。この機体は、その後に発表された漫画『アッガイ博士』の最終話でガルマ大佐のもとへ送られたプロトタイプであったことが判明する。
漫画『機動戦士ガンダム MSV-R ジョニー・ライデンの帰還』では、全天周囲モニターを搭載するなど近代化改修が行われている。また、上述したように作中でのアッガイの解説としてステルス性の高さが指摘かつ考察されている。

## 設定の変遷
テレビ本放送当時、本機に細かい設定はまったくなかった。1981年、講談社ポケット百科シリーズ『ロボット大全集[1]機動戦士ガンダム』において、型式番号の「MSM-04」のほか、「高さ17m」「重さ98t」「走行速度80km/h」「水中速度30ノット」「出力80000馬力」などの設定数値が記され、武装の名称やその威力なども記述された。その後、『ガンダムセンチュリー』において「ザクのジェネレーターを流用した複座練習機として開発され、潜入工作用の機体はF型と呼ばれ、60機ほどが生産された」という設定が創作された。ただ、この「MSM-04F」の型式番号の記述はその後の文献では見受けられず、「ザクのジェネレーターを流用」についても先行する『ロボット大全集[1]機動戦士ガンダム』にある出力設定との間に矛盾が生じている。
また、バンダイのプラモデル「1/100 MG（マスターグレード） アッガイ」の取扱説明書では、ジェネレーターを2基搭載するという設定が追加されている。これは、ザクII J型用ジェネレーター1基のみではメガ粒子砲を使うための出力を発揮できないという矛盾を解消した新設定である。ただし、このキットではロケットランチャーと機関砲のみを装備している。
製造メーカーについては長らくジオニック社製とされており、前述のバンダイ・MGアッガイのキット（2005年）の解説でも「キャリフォルニアベースのZEONIC工廠製」と記されている。外部スタッフによる編集のエンターブレイン発行『機動戦士ガンダム公式設定集 アナハイム・ジャーナル』（2003年）のみ、スウィネン社にて開発・生産されたとの設定になっている。映像をもって公式とするサンライズの見解に従えば、前者のメーカーは『機動戦士ガンダム MS IGLOO 1年戦争秘録』に登場しているが、後者はそもそも個人のウェブサイトで創作されたものであり、映像作品にはまったく登場していないため、非公式という扱いになる。ただし、「アッガイがジオニック製」という描写も、同様に劇中には存在しない。曽野由大の漫画『アッガイ博士』では、スウィネン社はジオニック社に吸収合併されており、社内企業的な扱いになっている。また、同漫画ではジオニック社による純正の試作アッガイも登場する。

## プロトタイプアッガイ
漫画『アッガイ博士』に登場する試作型MS。MSM-X（水陸両用MS試案）計画での採用を狙い、ジオニック社の子会社であるスウィネン社が主導して開発したアッガイのプロトタイプ。スウィネン社社長であるヨハン・スウィネンが設計主任を務めている。スウィネン社で試作が行われた1機とジオニック本社で試作された「ストック2」1機が存在しており、開発完了時には双方の設計が統合されている。
ヨハン・スウィネンによるコンセプトは「霊長類最強」であり、様々な霊長類の能力を設計に取り入れることによってきわめて高い俊敏性と格闘能力を得たほか、魚類の動きを参考にした水中用AMBACによる重量軽減や、機体形状の工夫による高いステルス性と音紋が存在しないほどの静粛性の付与などがなされている。ロールアウト当初は頭部の形状が量産機と異なるほか、胴体に動力パイプが露出している、フレキシブル・ベロウズ・リムが採用されていないなどの量産機との相違点があったが、開発が進むにつれて量産機に近い形へと改修されていった。また、バックパックには1対のフィンが備えられている。当初、ジェネレーターはザクIIのもの1基のみだったが、開発中に当初のバックパック上部にザクIIのバックパックを取り付けた「ダブルドライヴ」が実装され、最終的には単一のバックパックにザクII用ジェネレーター3基（そのうち1基は予備）を内蔵するようになった。
MSM-X計画での一次採用ではツィマット社のゴッグに敗れて不採用となったものの、水陸両用MSによる海洋探査開発機器評価会「ETEDO」での優勝を経て二次採用を勝ち取った。しかし、ハイスペックではあるものの乗りこなすことが可能なパイロットが限られたため、量産化の際にデチューンが施されている。その後、2機のプロトタイプアッガイは外観を量産機と同様のものに改装したうえでガルマのもとへ送られ、『アッガイ北米横断2250マイル』のキスノ兄弟の乗機となった。
なお、デザインは1989年に大河原がリライトしたアッガイと共通点が多い。

## アッグジン
漫画『機動戦士ムーンガンダム』に登場。メカニックデザインは形部一平。ストーリー担当の福井晴敏に「アッグシリーズ」の仲間にしてはどうかと言われ、名称が決められた。なお本作での登場に先駆けて、書籍『機動戦士ガンダム 新訳MS大全集 U.C.0092-0169編』でカラー画稿が掲載された。
一年戦争後期の公国軍では、来たるべき月面での戦闘に備えて水陸両用MSや陸戦用MSを転用した新規開発が急ピッチで進められたといわれ、本機もそのひとつとされるが、ガッシャのようにペズン計画には組み入れられていない。アッガイをベースに再設計された機体であるが、ステルス機能の有無は不明。アッガイからさらに耐圧・低視認性を意識した球形に近いフォルムとなっており、装甲も厚く避弾経始に優れる。アッガイに似た腕部と、短い脚部をもつ。
水中用に開発された機体であるが、月面での戦闘を想定してさまざまな改造がほどこされている。アッガイ2機分の水冷式ジェネレーターを空冷式に変更することで、宇宙での運用と装備するビーム兵器の稼働が可能となっており、この技術はカプールなどネオ・ジオン軍の機体群にも応用されている。ロールアウト時には背部にハイドロ・ジェット2発を装備しているが、のちにスラスター4発の宇宙用のランドセルが増設され、ザクIIF2型並みの推力をもつ。旧式の機体であるが、質量対推力比はガザ・タイプを上回るとされる。なお、コックピット・ハッチは背面にある。
武装は左右のクロー・アームに内蔵されたメガ粒子砲と4連装ミサイル・ランチャー（アッガイやズゴックからの流用）と、胴体の拡散ビーム砲4門（ゴッグからの流用）。後者は公国軍としては再初期のビーム兵器であり収束率が安定しないため、敵に接近しつつ4門斉射することで十分な威力を発揮する。
宇宙世紀0092年にネオ・ジオン軍残党過激派の偽装貨物船「アタラント3」に補充戦力として予備機を含めた3機が配備されるが、そのずんぐりした不細工な形状は兵士たちに不評であった。しかし、補給隊隊長のフアン少佐は「ニュータイプが使えば十分な戦力になる」とフォローしている。
機体自体の性能は決して高くないという設定だが、劇中ではパイロットであるアゴス・ラガートの技量もあって激しい活躍を繰り広げ、閉所戦闘では短い手足で天井や壁面を縦横無尽に移動し執拗にクローによる近接戦を仕掛ける戦いぶりを見せている。特にアゴス機は「血まみれになったクマのぬいぐるみ」「ホラー映画に登場する、コミカルな見た目でエグいキャラクター」というイメージで描かれ、それまで伏せられていたアゴスの二面性が明かされる展開に合わせ、ユーモラスな見た目に反して凶暴で不気味なMSとしても描かれた。

## 『機動戦士ガンダム THE ORIGIN』におけるアッガイ
漫画『機動戦士ガンダム THE ORIGIN』では、潜入・特殊工作用に開発された水陸両用MSとして扱われ、ザクの初期型よりも工作機械に近いとされる。腹部の帯状の装甲は前方に倒れ、股間部のハッチから兵員が乗降するためのタラップとなる機能が加えられ、ここに工作員が6人搭乗可能となっている。

## 『機動戦士ガンダム サンダーボルト』におけるアッガイ
漫画・アニメ『機動戦士ガンダム サンダーボルト』に登場するアッガイは、従来のものよりサイズが小さい12m級の機体として設計されている（型式番号：MSM-04）。
腕部はフレキシ・ベロウズ・リムではなく肘関節のある構造となっており、伸縮もしない。足裏はラバー素材で接地性が高く、また膨張式のフロートを展開することで水上をホバー移動することが可能。コックピット下部には、パイロット以外にもう1名が同乗できるスペースがある。また、頭部、腕部、ランドセルは任務に応じて多種多様なオプション装備に換装が可能となっている。
標準兵装は、前腕部甲にバルカン砲を2門ずつ、頭部のバルカン砲は10基のロケット・ランチャーに変更され、ロケット弾のほかスモーク弾やフリージーヤードも装填する。アイアン・ネイルは3本指の格納式マニピュレーターに変更されているが、中央にビーム・サーベルを内蔵している。
一年戦争終結後、ジオン残党軍のダリル・ローレンツ少尉率いる小隊によって運用され、南洋同盟に対する諜報任務に従事している。なお、ダリル機には彼と同じリビング・デッド師団の生き残りからなる整備班の厚意により、ブレード・アンテナの付いた髑髏をモチーフとしたパーソナル・エンブレムが右胸に描かれている。また、アニメ版では各機がそれぞれ異なるオプションを装備することもある。

### アッガイ索敵型
オプションの各種センサー類により、探査・指揮能力を強化したタイプ（型式番号：MSM-04、以下同様）。頭部に可動式のセンサー・バイザー、ランドセル中央にレーザー通信と地下音紋索敵用のミッション・パックを装備し、左腕は展開式のセンサー・アームに換装されている。アニメ版でダリルが搭乗し、後方で小隊指揮および情報収集をおこなう。戦闘には向かない機体でありながら、2機のダーレを撃破している。

### アッガイ火力型
オプションの装備により、火力を強化したタイプ。ランドセルを「シンガリ・ユニット」と呼ばれる機雷散布ユニット装備型に、片腕を複合武装ユニット「ウェポン・クラスター・ユニット」に換装している。後者はビリー・ヒッカム少尉が搭乗するA機とセバスチャン・モース軍曹のB機で構成が異なり、A機はザク・マシンガン、TOWミサイル・ランチャー、対MSバヨネットからなるユニットを右手に、B機はザク・マシンガン、火炎放射器、対MSボーラからなるユニットを左手に装備する。シンガリ・ユニットには40発の機雷を装填している。陣形の後衛に位置し、重火力型の援護をおこなう。

### アッガイ重火力型
両腕部に大型の武装ユニットを装備したタイプ。右腕をスプレー・ミサイル・ランチャー、左腕を細身でリーチの長いアーム・ユニットに換装し、左肩にミサイル・コンテナを装備している。武装ユニットは使用後に排除可能で、排除後右肩から簡易マニピュレーターが展開する。アイアン・ネイルに代わる格闘用武装として折りたたみ式のアイアン・ブレードを装備し、ランドセル中央にマウントされている。フィシャー・ネス曹長が搭乗し、陣形の中央にて主戦力として運用されている。

### アッガイ機動型
僚機の補助と護衛に比重を置いたオプションを装備したタイプ。A機はヒート・ホークを流用したヒート・ブレードと、ゴッグの頭部装甲を流用したティンベ・シールドを携行・装備し、ランドセル中央には頭頂部に展開する潜望鏡ミッション・パックを装備する。B機はザクキャノンのシールドを流用したクロス・シールドを携行し、ランドセル中央には火力型用のザク・マシンガン予備マガジン4基と、クロス・シールドを保持可能なマニピュレーター1基をもつミッション・パックを装備する。陣形の前衛に位置し、斥候や僚機のサポートに従事している。

## 癒しキャラクター・萌えキャラクター化
本編では活躍シーンのない「やられ役」として描かれているが、放送終了後の時を経るうち、「頭でっかち」、「子供のような丸っこい体形」に一部ファンが可愛さを見出し、やがて「癒しキャラクター」「萌えキャラクター」という地位を確立した結果、擬人化や変わり種の改造、または風変わりなゲームプレーなど、独自のキャラクターとして進化している。
2009年5月の静岡ホビーショーで「招き猫アッガイ」や「木登りアッガイ」など30体以上を出展した模型クラブ代表は、かっこよいイメージが固まったガンダムに比べて愛嬌がある（ように見える）アッガイには改造の余地が充分にあると語った。また、ガンダムファンで知られる橋爪紳也は、愛らしいキャラクターに溢れて育った本放送を知らない世代が、アッガイの魅力を再発見したと分析している。

### 1980年代
劇場版第2作『哀・戦士篇』のパンフレット裏表紙に掲載された、安彦良和のイラスト「小さな防衛線」での「体育座りポーズ」がみられた。また、公式書籍には「水陸両用のモビルスーツでは一番カワユイと言われている」とした記述もみられた。
1/100プラモデルには「あたまでっかち」「涎掛けのような胴体」「タコのような口」「小さな子供を思わせるような姿」といったセールスポイントが記されている。なお、平成以後の設定変更によって本機はガンダムより全高が高くなり、体型の差もあって2周り以上大きい巨体と化した。

### 1990年代
1994年のアーケードゲーム『機動戦士ガンダム EX-REVUE』に登場し、今度は「いじられキャラ」としてのイメージが決定付けられることとなる。他の登場MSに比べて非常に弱いとされたが、挙動は非常にユーモラスである。特に際立っていたのが勝利ポーズで、他のMSが銃を掲げたり、剣を振ったりするのに対し、本機はまったく異なるものだった。これにより、コメディリリーフとしての方向付けが固定化された。
また、漫画『いけ!いけ!ぼくらのVガンダム!!』に登場する「アッガイファイト」の影響も大きい。『機動武闘伝Gガンダム』の「ガンダムファイト」のパロディ「アッガイファイト」を描いたこの作品で、本機は一気にアニメファンに浸透することとなる。このパロディシリーズは『新機動戦記ガンダムW』をも巻き込み、結果「ファーストガンダムを見たことはないがアッガイは知っている」という女性ファンが増えるという現象を作り出した。また、この漫画の影響からか、後にゲーム『SDガンダム GGENERATION』ではシャイニングガンダムの設計にアッガイが必要となるケースも出るようになり、さらに続編『SDガンダム GGENERATION-F.I.F』のガンダムファイトEXモードでは、『Gガンダム』の主人公ドモン・カッシュが大幅に改造強化されたアッガイに搭乗している。そのほか、対戦型格闘ゲーム『ガンダム・ザ・バトルマスターII』での登場機体の一つでもあり、その挙動は非常にコミカルなものである。

### 2000年代
アッガイの知名度が向上したのは、2001年のアーケードゲーム『機動戦士ガンダム 連邦vs.ジオン』によるものが大きい。このゲームのバージョンアップ版が稼働され、稼働から2か月経ったころに「鹵獲モード」の存在が明らかになった。稼働当初は連邦はジオンのMSを、ジオンは連邦のMSを選べなかったが、鹵獲モードを開放することで敵軍の機体が使えるようになり、敵軍のMSはカラーリングが変わっているという要素もあった。このモードで選べる連邦版のカラーリングがドラえもんに似ているという声が高くなったこともあり、ドジだけど愛らしい、いわゆる萌えキャラとしての側面も持つように見なされていった（機動戦士ガンダム 連邦vs.ジオンも参照）。
また、その一般普及には漫画『機動戦士ガンダムさん』がその先鋒を担っている。なお、同漫画ではシャアとララァ・スンが「昔はアッガイ好きと言っただけで変人扱いされたものだ」「良い時代になりましたね」という会話をしている。
その後、アッガイを萌えキャラとして扱った二次創作物が同人誌やインターネット上で次々と発表され、萌えキャラとしてのイメージに拍車をかけた。『機動戦士ガンダム 戦場の絆』では、ジオン所属のプレイヤーでマッチングした4人全員（8人プレイが実装された以降は場合によっては8人全員）がアッガイを選び、そろってミサイル発射などコミカルな動きを楽しむ通称「アッガイ祭り」で盛り上がることもあり、バンダイナムコゲームスの担当者も驚きとともに好意的に受け止めている。
2009年稼働のアーケードゲーム『機動戦士ガンダム ガンダムVS.ガンダムNEXT』のゲームセンター向け案内資料では、
- 見開きで前作からの追加機体が一定の方向を向いているが、アッガイだけは逆の方向を向いている[35]
- その見開き面の右下でアカハナがポツリと登場している[35]
- 裏面でカプルやデスティニーガンダムなどとショートストーリーを繰り広げている[36]

などのほか、ゲーム中においても
- ゲームオーバー時になぜか体育座りをする。
- とあるステージでは序盤の敵機がアッガイで占められているうえ、増援のたびにアカハナの指示が下る。
- エンディングに至ってはキュベレイMk-IIにいじめられる、モビルファイターから攻撃される、カプルに背負われる、ケンプファーと一緒に縄跳びをするなど、受けを狙ったネタ画像が大量に表示される。

と、制作者やバンダイナムコゲームスの資料作成者たちにも好感をもたれているように見受けられる描写がある。また、「アルカディア」での攻略記事では他の新規参入組や前作続投組よりも早く、最初に登場した。しかも、同じ新規組のデスティニーやガンキャノンが1/4ページしか与えられなかったのに対し、1ページ分も与えられたほどである。
これらの事態が本機を表舞台に上げ、2005年にはマスターグレード (MG) がリリースされるまでに至った。一般には「人気は今一つで需要がない」、「MG化の暁には、5万円位でないと商品化されないだろう」と言われていたが他のMGと同等の価格で発売され、「リアリズムよりもアッガイらしい設計を心がけた」という内部はそれまでのシリーズのノウハウを導入した造型となっている。また、関節の可動範囲も広く取られており、「体育座り」のポーズをとることができる。この技術は後発のHCM-Proにも活かされ、組み立ての手間なしに座るアッガイが再現できる。さらに、2007年にはハイグレード・ユニバーサルセンチュリーもリリースされ、こちらでは「不良座り」のポーズをとることができる。

### 2010年代
2010年にはガンプラ30周年を記念して制作されたOVA『模型戦士ガンプラビルダーズ ビギニングG』に、アッガイのプラモデルを改造してクマのヌイグルミのような意匠にしたベアッガイという機体が登場した。同年12月にはガンプラHGとして発売され、アッガイの萌えキャラ改造をオフィシャルであるバンダイが逆にガンプラに取り込んだ事例となった。
2013年9月にはセブンイレブンオリジナルカラーリングプラモデル「HGUC アッガイ Ver.GFT」が、日本全国のセブン-イレブンで限定発売された。
2013年10月より放映されたテレビアニメ『ガンダムビルドファイターズ』およびその公式外伝『ガンダムビルドファイターズ炎』には、ベアッガイをよりかわいらしくリニューアルした「ベアッガイIII（さん）」とそのベース機「ベアッガイII」が登場した。動きもさらにかわいらしくされているほか、女子に人気があるという設定が付与されている。さらにテレビアニメ続編『ガンダムビルドファイターズトライ』では、本体（「ママッガイ」）とオプションの小型ベアッガイ（「プチッガイ」）からなる親子機「ベアッガイF（ファミリー）」が登場した。『ガンダムビルドファイターズトライ アイランド・ウォーズ』では、ベアッガイP（プリティ）も登場した。なお、それらの劇中ではベアッガイ・ベアッガイIII・ベアッガイFのいずれも脇役ながら活躍する姿が描かれている。
また、プチッガイはHGPG（ハイグレードプチッガイ）として単品販売もされており、「バーニングレッド」、「ライトニングブルー」、「ウイニングイエロー」、「フューチャーピンク」の四色（元々のベアッガイF付属のものはシアン）がラインナップされている。2015年のキャラホビでは量産型プチッガイ（グリーン）、2016年のガンプラEXPOでは黒い三連プチッガイ（黒と紫）が販売された。『ガンダムビルドファイターズトライ』の後期オープニングテーマ「Just Fly Away」の初回限定盤同封のベリーベリーベアッガイFには、ベリーベリープチッガイ（ピンク）が付属した。後に「ミルクホワイト」、「チャチャチャブラウン」の2色、パンダを模したモノクロの「パンダッガイ」、楽器を持った「ラパパンパープル」（ドラム装備）、「サーフグリーン」（ギター装備）が発売されたほか、黒猫・白犬コス（耳・口・シッポ）の付属した「ストレイブラック」、「ワンワンホワイト」が発売された。
2017年に入ると、HGBFシリーズから、ボディカラーはグレー系で、黒の山高帽とステッキを携えヒゲを蓄えた、ベアッガイ一家の長「パパッガイ」も発売されている。